# Roland Poulin
Pour les articles homonymes, voir Poulin.
Roland Poulin est un sculpteur canadien né le 17 avril 1940 à St. Thomas en Ontario.  Sa famille s'installe à Montréal en 1944. Il vit et travaille à Saine-Angèle-de-Monnoir (Québec) depuis 1986. Il a étudié à l'École des beaux-arts de Montréal de 1964 à 1969. Il a enseigné, entre autres, à l'Université Laval à Québec (1973 - 1981) et au Département des arts visuels de l'Université d'Ottawa (1987 - 2005).

## Art public
Les œuvres d'art public de l'artiste font entre autres partie des collections de la Ville de Montréal et de la Commission de la capitale nationale du Québec.

## Musées et collections publiques
- Galerie de l'UQAM
- Galerie Leonard & Bina Ellen, Université Concordia
- Musée d'art contemporain de Montréal
- Musée d'art de Joliette
- Musée des beaux-arts de l'Ontario
- Musée des beaux-arts de Montréal
- Musée des Beaux-arts de Sherbrooke
- Musée des beaux-arts du Canada
- Musée national des beaux-arts du Québec[3]
- Musée régional de Rimouski

## Prix
- 2005 - Prix du Gouverneur général du Canada en arts visuels et en arts médiatiques
- 2002 - Prix Paul-Émile-Borduas[4]
- 1998 - Prix Jean-A. Chalmers de la Fondation Chalmers, Toronto
- 1992 - Prix Ozias-Leduc